# Национален отбор по футбол на Южна Африка
Националният отбор по футбол на Южна Африка представлява Република Южна Африка в международните мачове на страната. Отборът дълго време е бил изолиран заради апартейд в държавата. Първия път, когато страната се класира за Купата на африканските нации е през 1957 в Судан. Но е дисквалифицирана заради по-горе посочените думи. От 1959 до 1992 и е забранено да участва на африканското по футбол. От 1930 до 1962 не участва, а от 1966 of 1990 също и е забранено да участва на световното по футбол. След падането на режима на апартейда започват квалификации за африканското през 1994 в Тунис. Но не се класират. Не се и класират и за световното в САЩ. През 1996 се класират за купата на африканските нации, защото са домакини. Спечелват го като на финала побеждават отборът на Тунис с 2 - 0 и автоматично се класират за купата на конфедерациите през 1997 в Саудитска Арабия. Но отпадат още в груповата фаза. През 1998 се класират и за купата на африканските нации 1998 в Буркина Фасо. Но не защитават трофея си от преди и го губят на финала от Египет 2 - 0. Но за пръв път през 1998 успяват да класират за световното първенство във Франция. Но отпадат в груповата фаза. След това се класират за африканското по футбол през 2000, което за пръв път се провежда в две страни - Гана и Нигерия. Там стигат до почетното 3 място. На следващото африканско в Мали отпадат в четвърт финалите. Но за втори път се класират за световното през 2002 в Южна Корея е Япония. Но отново отпадат в груповата фаза. Но постигат първата си победа с 1-0 над Словения. На купата на африкансите нации след 2 години пак в Тунис отпадат в груповата фаза. А през 2006 на купата на африканските нации в Египет отново отпадат в груповата фаза. Не се класират за световното през таз година в Германия. През 2008 на купата на африканските нации в Гана пак отпадат в груповата фаза. През 2009 се класират на купата на конфедерациите, защото са домакини и достигат до 4 място. Но през 2010 на африканското по футбол в Ангола не се класират. На световното през тази година автоматично се класират, защото също са домакини, но отпадат пак в груповата фаза и стават първата държава домакин не го преминала. В бъдеще ще се проведат квалификациите за африканското по футбол през 2012 в Габон и Екваториална Гвинея, което ще бъде второто с две държави домакини.

## България – Южна Африка
| Дата       | Място       | Събитие    | Отбор       | Резултат | Отбор    | ФИФА |
| ---------- | ----------- | ---------- | ----------- | -------- | -------- | ---- |
| 24.05.2010 | Йоханесбург | Приятелски | Южна Африка | 1:1      | България | ДА   |